# Calaceite
Calaceite – gmina w Hiszpanii, w prowincji Teruel, w Aragonii, o powierzchni 81,33 km². W 2011 roku gmina liczyła 1105 mieszkańców.